# 德怀特·安德森
德怀特·安东尼·安德森（英語：Dwight Anthony Anderson，1960年12月28日—2020年9月5日），出生于俄亥俄州代顿，美国NBA联盟前职业篮球运动员。他在1982年的NBA选秀中第2轮第18顺位被华盛顿子弹选中。